# Pleuratappning
Pleuratappning eller torakocentes är tömningen av vätska från lungsäcken, pleuran, med en kanyl. Vanligtvis sker instickningen superiort om 7:e eller 8:e revbenets yta i midaxillarlinjen för att nå kostodiafragmala recessen där vätska på grund av gravitationen samlas.

## Bakgrund
Lungsäcken består av två lager, ett som är sammanvuxet med lungan och ett som klär bröstkorgens insida. Däremellan finns normalt lite vätska för att minska friktionen vid andning. På grund av olika sjukdomstillstånd kan det bli en överproduktion (eller för låg absorption) av pleuravätska, vilket leder till att lungsäcken vätskefylls. Denna vätska kan behöva tappas ut för att göra diagnos via ett labb, eller som behandling. När det utförs som behandling är det ofta för att patienten har andningsbesvär, eller bröstsmärta hosta med mera.